# Potnia knightae
Potnia knightae är en insektsart som beskrevs av Creão-duarte och Albino Morimasa Sakakibara 1997. Potnia knightae ingår i släktet Potnia och familjen hornstritar. Inga underarter finns listade i Catalogue of Life.